# Ilse Seibold
Ilse Seibold, geborene Usbeck, (* 8. Mai 1925 in Breslau; † 18. März 2021) war eine deutsche Mikropaläontologin und Wissenschaftshistorikerin der Geologie.
Seibold wurde 1951 in Tübingen in Mikropaläontologie promoviert (Beiträge zur Kenntnis der Mikrofauna und Stratigraphie im unteren Lias alpha Schwabens) und war seit 1952 mit dem Meeresgeologen Eugen Seibold verheiratet. Von 1988 bis 2004 leitete sie das Geologenarchiv in Freiburg.
Sie schrieb ein Buch über Geologie und Künste und eine Biographie über Johannes Walther.
2000 wurde sie Ehrenmitglied der Geologischen Vereinigung. 2008 erhielt sie die Abraham-Gottlob-Werner-Medaille der DGG.
Mit ihrem Mann Eugen Seibold stiftete sie den Georg-Uschmann-Preis für Wissenschaftsgeschichte sowie den Eugen-und-Ilse-Seibold-Preis zur deutsch-japanischen Verständigung.

## Schriften
- mit Eugen Seibold: Foraminiferen der Bank- und Schwammfazies im unteren Malm Süddeutschlands. In: Neues Jahrbuch für Geologie und Paläontologie. Abhandlungen, Band 109, 1960, S. 309–438
- Die Geologen und die Künste. Kleine Senckenberg-Reihe, Schweizerbart 2001
- Der Weg zur Biogeologie. Johannes Walther (1860–1937). Ein Forscherleben im Wandel der deutschen Universität. Springer 1992